# زلیونی بور (استان آمور)
زلیونی بور (به لاتین: Zelyony Bor) یک منطقهٔ مسکونی در روسیه است که در استان آمور واقع شده‌است.